# Kanton San Pedro de Huaca
Der Kanton San Pedro de Huaca befindet sich in der Provinz Carchi im Norden von Ecuador. Er besitzt eine Fläche von 69,1 km². Im Jahr 2022 lag die Einwohnerzahl bei rund 7900. Verwaltungssitz des Kantons ist die Kleinstadt Huaca mit 3860 Einwohnern (Stand 2010).

## Lage
Der Kanton San Pedro de Huaca liegt im Osten der Provinz Carchi, 20 km südlich der Provinzhauptstadt Tulcán. Die Fernstraße E35 (Ibarra–Tulcán) durchquert den Kanton und passiert dabei dessen Hauptort.
Der Kanton San Pedro de Huaca grenzt im Westen und im Norden an den Kanton Tulcán, im Osten an den Kanton Sucumbíos der Provinz Sucumbíos sowie im Süden an den Kanton Montúfar.

## Verwaltungsgliederung
Der Kanton San Pedro de Huaca ist in die Parroquia urbana („städtisches Kirchspiel“)
- Huaca

und in die Parroquia rural („ländliches Kirchspiel“)
- Mariscal Sucre

gegliedert.

## Geschichte
Der Kanton San Pedro de Huaca wurde am 8. Dezember 1995 eingerichtet. Zuvor war das Gebiet Teil des Kantons Tulcán.
Entwicklung der Einwohnerzahl im Kanton San Pedro de Huaca bei landesweiten Volkszählungen zum jeweiligen Gebietsstand:
| Jahr                    | Einwohner | +/-    |
| ----------------------- | --------- | ------ |
| 2001                    | 6.856     | –      |
| 2010                    | 7.624     | 11,2 % |
| 2022                    | 7.937     | 4,1 %  |
| Datenherkunft: Wikidata |           |        |